# In the Shadow of the Moon (película)
In the Shadow of the Moon es una película de ciencia ficción estadounidense de 2019 dirigida por Jim Mickle y escrita por Gregory Weidman y Geoff Tock. Está protagonizada por Boyd Holbrook, Cleopatra Coleman y Michael C. Hall. La película tuvo su estreno mundial en el festival de cine de Texas Fantastic Fest el 21 de septiembre de 2019. Después, fue publicada en Netflix el 27 de septiembre de 2019.

## Sinopsis
En 1988, el oficial de policía de Filadelfia Thomas Lockhart, a punto de ser padre, desea convertirse en detective. Comienza a rastrear con su compañero Maddox los misteriosos asesinatos que ocurren en la misma noche. Cuando, nueve años después las muertes vuelven a producirse, y los crímenes comienzan a desafiar toda explicación científica, la obsesión de Lockhart por encontrar la verdad amenaza con destruir su carrera, su familia y su propia cordura.

## Reparto
- Boyd Holbrook como Thomas Lockhart.
- Cleopatra Coleman como Rya.
- Bokeem Woodbine como Maddox.
- Rudi Dharmalingam como Naveen Rao.
- Rachel Keller como Jean.
- Michael C. Hall como Holt.

## Producción
El proyecto se anunció en febrero de 2018, con Jim Mickle como director y Boyd Holbrook como protagonista. La película sería producida y distribuida por Netflix. En junio de 2018, Michael C. Hall se unió al elenco de la película. En julio de 2018, Cleopatra Coleman y Bokeem Woodbine se unieron al elenco.
Hablando sobre el proyecto, el director Mickle declaró:

“El guion de Gregory (Weidman) y Geoff (Tock) es un rompecabezas y entreteje maravillosamente todos mis géneros favoritos, Boyd (Holbrook) se va a comer este papel vivo y va a demostrar por qué es uno de los mejores actores jóvenes actuales. Tenemos la suerte de tener un equipo de producción de gran talento y un hogar como Netflix que está entusiasmado por arriesgarse. Cualquier estudio que produzca Okja tiene un lugar para siempre en mi corazón”.
Jim Mickle

La producción principal comenzó el 2 de julio de 2018 y terminó el 27 de agosto de 2018 en Ontario, Canadá.

## Estreno
La película tuvo su estreno mundial en el festival de cine de Texas Fantastic Fest el 21 de septiembre de 2019. El 27 de septiembre de 2019, la película estaba disponible en Netflix.

## Recepción
En el sitio web de recopilación de reseñas de cine Rotten Tomatoes, la película tiene un índice de aprobación del 65% sobre la base de 23 reseñas, con una media ponderada de 5,92/10. En Metacritic, la película tiene una puntuación media ponderada de 48 sobre 100, basada en 8 críticas, lo que indica "críticas mixtas o medias".